# خادریان
خادریان (به هلندی: Goudriaan) یک منطقهٔ مسکونی در هلند است که در مولن‌وارد واقع شده‌است. خادریان ۸٫۰۸ کیلومتر مربع مساحت و ۸۴۷ نفر جمعیت دارد.